# Metaemene hampsoni
Metaemene hampsoni är en fjärilsart som beskrevs av Alfred Ernest Wileman 1914. Metaemene hampsoni ingår i släktet Metaemene och familjen nattflyn. Inga underarter finns listade i Catalogue of Life.